# Karl Allmenröder
Karl Allmenröder, né le 3 mai 1896 à Wald (de) près de Solingen, en province de Rhénanie, mort le 27 juin 1917 à Zillebeke (Ypres, Belgique) est un militaire allemand, as de l'aviation allemande durant la Première Guerre mondiale.

## Biographie
Almenröder a étudié la médecine à Marbourg avant la Première Guerre mondiale, où il devient membre du Corps Teutonia zu Marburg (de). Après avoir servi dans le 62e régiment d'artillerie de campagne (de) il fut transféré, en même temps que son frère, dans l'armée de l'air en 1916.
Sous le commandement du « Baron Rouge » Manfred von Richthofen, Almenröder servit dans la célèbre escadrille Jasta 11. Il fut tué lors d'un combat aérien le 27 juin 1917, au-dessus de Zillebeke, dans la ville belge d'Ypres, alors qu'il était devenu le commandant de l'escadrille.
Avant sa mort Almenröder a abattu 30 avions ennemis, ce qui lui valut d'être décoré avec les croix de fer de 2e et de 1re classe, l'ordre de la maison des Hohenzollern ainsi qu'avec la plus haute décoration prussienne, l'ordre Pour le Mérite.